# Bajkonur-kosmodromen
Bajkonur kosmodromen (russisk: Космодром Байконур, tr. Kosmodrom Bajkonur; kasakhisk: Байқоңыр ғарыш айлағы, tr. Bayqoñır ğarış aylağı) er verdens største og ældste fungerende opsendelsesbase for rumraketter. Den blev oprindelig bygget som et sovjetisk rumcenter og benyttes i dag af den Føderale russiske rumfartsorganisation, selvom den ligger i Kasakhstan. Centeret ligger omkring 200 km øst for Aralsøen i den sydlig-centrale del af Kasakhstan.
Navnet Bajkonur var med vilje valgt for at forvirre Vesten. I virkeligheden ligger rumcentret tættere på jernbaneknudepunktet Tjuratam og Tyuratam blev tidligere ofte brugt i engelsksproget litteratur.
Rumcentret blev bygget i midten af 1950'erne til langtrækkende missiler og blev senere udvidet til håndteringen af rumraketter. I nærheden skød en by op med lejligheder, skoler, forretninger m.m. for dem, der arbejder på rumcentret. I 1966 blev den døbt Leninsk men i 1995 blev den omdøbt til Bajkonur.
Mange historiske flyvninger er startet fra Bajkonur: den første kunstige satellit, Sputnik 1, blev sendt op den 4. oktober 1957, den første bemandede rumflyvning med Jurij Gagarin den 12. april 1961, og den første kvinde i rummet, Valentina Teresjkova, i 1963.

## Kosmodrom Øst
I 2011 påbegyndte Rusland byggeriet af en ny rumhavn Kosmodrom Øst ca. 1000 km nnv for Vladivostok, der på sigt skal gøre landet uafhængigt af Kasakhstan.